# 库里詹
库里詹，是匈牙利包尔绍德-奥包乌伊-曾普伦州所辖的一个村。总面积7.54平方公里，总人口1701，人口密度225.6人/平方公里（2011年1月1日）。